# Дурново-Эфрон, Елизавета Петровна
Елизавета Петровна Дурново-Эфрон (1854, Москва, Московская губерния, Российская империя — 4 [17] февраля 1910, Париж, Франция) — российская деятельница революционного движения.

## Биография
Родилась в 1854 году в Москве в богатой аристократической семье, дочь л.-гв. ротмистра Петра Аполлоновича Дурново (1812—1887).
В 1870-х годах участвовала в «хождении в народ». После раскола «Земли и Воли» вошла в организацию «Чёрный передел». 
В 1880 году при перевозке нелегальной типографии из Москвы в Санкт-Петербург Дурново была арестована и отправлена в Петропавловскую крепость. откуда была освобождена через 4 месяца и скрылась в Швейцарию. 
В 1887 году Дурново получила разрешение на возвращение в Россию. Проживала сначала в Орле, затем в Москве. 
До революции 1905—1907 годов Дурново примкнула к партии социалистов-революционеров, а в 1906 году вступила в ряды максималистов. 26 июля 1906 года Елизавета Эфрон снова арестована, освобождена под залог после 10 месяцев заключения.
Покончила с собой 4 [17] февраля 1910 года в Париже в связи с самоубийством сына Константина. Похоронена на кладбище Монпарнас.

## Семья
Дети:
- сын — Пётр Яковлевич Эфрон (1881—1914), актёр, член партии эсеров; его жена — танцовщица и актриса немого кино Вера Михайловна Равич.
- дочь — Анна Яковлевна Трупчинская (1883—1971), педагог.
- дочь — Елизавета Яковлевна Эфрон (1885—1976), театральный режиссёр и педагог, хранительница архива семей Цветаевых и Эфрон.
- дочь — Вера Яковлевна Эфрон (1888—1945), актриса Камерного театра (1915—1917), библиотекарь, жена правоведа Михаила Соломоновича Фельдштейна (1884—1939), профессора МГУ и Института народного хозяйства им. К. Маркса, сына писательницы Р. М. Хин. Расстрелян в 1939 году, реабилитирован посмертно. Их сын — биолог Константин Михайлович Эфрон (1921—2008), деятель природоохранного движения в СССР, председатель секции Охраны природы Московского общества испытателей природы.
  - внук — Константин Михайлович Эфрон (1921—2008)
- сын —  Сергей Яковлевич Эфрон (1893—1941), муж поэтессы Марины Цветаевой. Арестован НКВД в 1939 году. Расстрелян 16 октября 1941 года.
- сын — Константин Яковлевич Эфрон (1898—1910). Умер при невыясненных обтоятельствах, официальная версия склоняется к тому, что Котик, как его называли дома, повесился. Мать не выдержала смерти сына и повесилась вслед за ним.